# 武藤英男
武藤 英男（むとう ひでお、1938年5月 - 2017年5月23日）は、日本の数学者、教育学者。理学博士。群馬大学名誉教授。群馬大学教育学部長などを歴任。帝京平成大学元教授の浅井真理子は長女。東北大学教授の武藤泉は甥。

## 経歴
- 1938年 群馬県多野郡吉井町（現高崎市）生まれ。
- 1957年 群馬県立藤岡高等学校卒業
- 1962年 群馬大学学芸学部（現教育学部）卒業
- 1964年 東京工業大学大学院理工学研究科（数学専攻）修士課程修了
- 1964年 東京工業大学講師
- 1968年 埼玉大学助教授
- 1972年 群馬大学教授
- 1996年 群馬大学教育学部長
- 2004年 群馬大学を定年退官
- 2017年4月 瑞宝中綬章受章[1]
- 2017年5月 死去

## 専門分野
解析学、関数論

## 所属学会
日本数学会、アメリカ数学会(American Methematical Society)